# Dorfkirche Buckau (Herzberg)

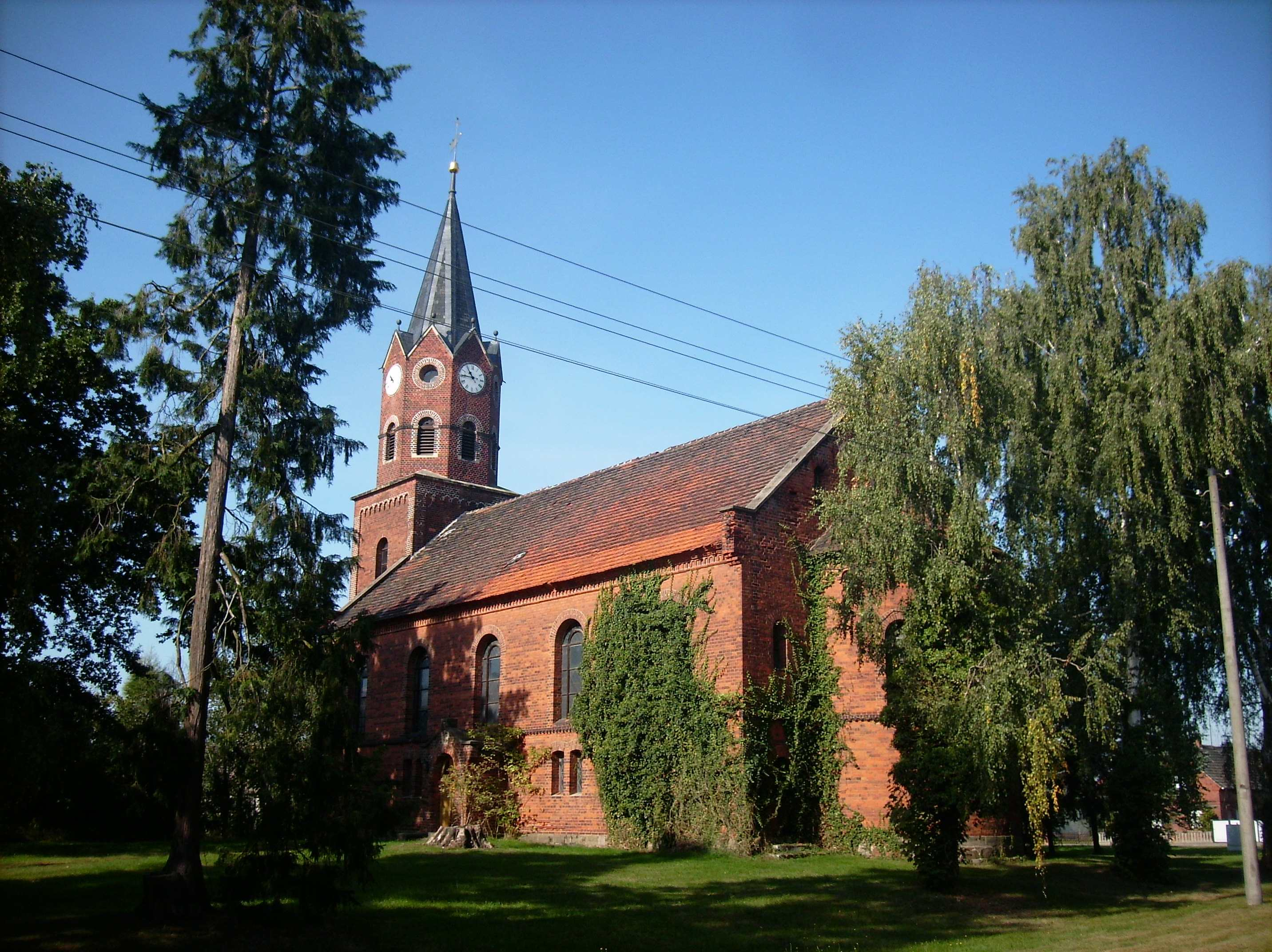
Die Buckauer Dorfkirche (2009)

Die evangelische Dorfkirche Buckau ist ein  Kirchengebäude im Ortsteil Buckau in der Kreisstadt Herzberg (Elster) im südbrandenburgischen Landkreis Elbe-Elster. Sie ist als ortsbildprägendes Baudenkmal im örtlichen Denkmalverzeichnis unter der Erfassungsnummer 09135561 verzeichnet. Die Dorfkirche gehört zum Pfarrbereich Herzberg im Kirchenkreis Bad Liebenwerda der Evangelischen Kirche in Mitteldeutschland.

## Baubeschreibung und Geschichte
Bei der Buckauer Dorfkirche handelt es sich um einen massiven Sichtziegelbau mit kronengedecktem Dach. Im Osten des Schiffs befindet sich eine halbkreisförmige Apsis, im Westen ein von einem Spitzhelm gekrönter dreistöckiger quadratischer Turm. Der Saalbau entstand in den Jahren 1860 und 1861 nach Plänen des Liebenwerdaer Baurats Friedrich August Ritter. Geweiht wurde die Kirche am 25. Oktober 1861.

Das Innere der Kirche ist von einem Triumphbogen, einer flachen Holzkassettendecke und einer Hufeisenempore geprägt. Der Fußboden ist mit quadratischen Sandsteinplatten ausgelegt. Die Ausstattung der Kirche im klassizistischen Stil mit Kastengestühl, Patronats- und Pfarrerstuhl, Kanzelkorb und Taufe stammt noch aus der Entstehungszeit des Gebäudes.
In der Kirche befindet sich heute des Weiteren eine im Jahre 1861 vom Eilenburger Orgelbauer Nicolaus Schrickel (1820–1893) geschaffene Orgel. Diese Orgel verfügt über eine mechanische Schleiflade, zwei Manuale und 14 Register.